# Костинский (лунный кратер)
Кратер Костинский (лат. Kostinskiy) — большой древний ударный кратер расположенный в северном полушарии обратной стороны Луны. Название присвоено в честь русского и советского астронома Сергея Константиновича Костинского (1867—1937)  и утверждено Международным астрономическим союзом в 1970 г. Образование кратера относится к нектарскому периоду.

## Описание кратера
Ближайшими соседями кратера Костинский являются кратер Флеминг на западе; кратер Чан-Хэн на северо-западе; кратер Олькотт на севере; кратер Мещерский на востоке-юго-востоке; кратер Оствальд на юго-востоке и кратер Гюйо на юге-юго-западе. Селенографические координаты центра кратера 14°26′ с. ш. 118°51′ в. д. / 14,43° с. ш. 118,85° в. д., диаметр 67,9 км, глубина 2,8 км.
Кратер Костинский имеет полигональную форму, значительно разрушен за длительное время своего существования. Вал сглажен, в юго-восточной части практически полностью разрушен, восточная и юго-западная части вала перекрыты маленькими кратерами. Высота вала над окружающей местностью достигает 1320 м, объем кратера составляет приблизительно 5100 км³. Дно чаши сравнительно ровное, имеет борозду концентрическую по отношению к валу кратера.

## Сателлитные кратеры
| Костинский | Координаты                                              | Диаметр, км |
| ---------- | ------------------------------------------------------- | ----------- |
| B          | 16°32′ с. ш. 119°56′ в. д. / 16,54° с. ш. 119,93° в. д. | 19,5        |
| D          | 16°05′ с. ш. 123°05′ в. д. / 16,08° с. ш. 123,08° в. д. | 32,2        |
| E          | 15°10′ с. ш. 122°35′ в. д. / 15,17° с. ш. 122,59° в. д. | 31,5        |
| W          | 17°04′ с. ш. 115°41′ в. д. / 17,06° с. ш. 115,69° в. д. | 24,4        |

## См.также
- Список кратеров на Луне
- Лунный кратер
- Морфологический каталог кратеров Луны
- Планетная номенклатура
- Селенография
- Минералогия Луны
- Геология Луны
- Поздняя тяжёлая бомбардировка